# 허쉬...허쉬, 스윗 샬롯
《허쉬...허쉬, 스윗 샬롯》(영어: Hush...Hush, Sweet Charlotte)은 1964년 개봉한 미국의 심리 스릴러 영화이다. 로버트 앨드리치가 감독을 맡았으며, 헨리 패럴의 소설 What Ever Happened to Cousin Charlotte? 이 영화의 원작이다.

## 줄거리
1927년, 젊은 남부 영애 샬럿 홀리스와 그녀의 유부남 애인 존 메이휴는 어센션군에 있는 홀리스 가문의 앤티벨룸 건축 저택에서 열린 파티 중에 야반도주를 계획한다. 샬럿의 아버지 샘은 존을 찾아가 불륜에 대해 추궁하고, 존의 아내 주얼이 전날 방문하여 불륜을 폭로했다는 소식으로 그를 위협한다. 존은 샬럿에게 더 이상 사랑할 수 없으니 헤어져야 한다고 거짓말을 한다. 얼마 후, 존은 여름 별장에서 식칼을 든 괴한에게 기습당해 참수된다. 샬럿은 피 묻은 드레스를 입고 집으로 돌아오고, 모든 손님들이 이를 목격한다.
37년 후, 아버지가 죽은 후 재산을 상속받은 올드미스 샬럿은 충성스러운 가정부 벨마의 보살핌을 받는다. 그동안 존의 죽음은 미해결 사건으로 남아 있었지만, 흔히 샬럿이 책임이 있다고 여겨진다. 루이지애나 고속도로 위원회로부터 새로운 고속도로 건설을 위해 재산에서 퇴거당했다는 통보를 받았음에도 샬럿은 저항하며, 소총으로 철거반을 위협한다. 고속도로 위원회와의 싸움에서 도움을 구하기 위해 샬럿은 어린 시절 가족과 함께 살았지만 지금은 뉴욕으로 이사한 사업가 사촌 미리암을 부른다. 미리암은 돌아와 그녀를 버렸던 지역 의사 드루 베이리스와 관계를 다시 시작한다. 미리암이 도착한 후 샬럿의 정신 상태는 급격히 악화되는데, 존이 그녀를 위해 쓴 노래를 연주하는 신비한 하프시코드 소리와 그의 몸 없는 손과 머리의 출현으로 밤마다 시달린다. 미리암과 드루가 샬럿의 돈을 노리고 있다고 의심한 벨마는 사건에 여전히 매료되어 메이휴의 병든 미망인 주얼을 방문했던 영국의 보험 조사관 윌리스 씨에게 도움을 청한다. 주얼은 그에게 죽은 후에만 열어야 할 봉투를 주었다.
미리암은 벨마를 해고하고, 벨마는 나중에 돌아와 샬럿이 약에 취한 것을 발견한다. 벨마는 미리암이 샬럿을 착취하는 것을 폭로하려 하지만, 미리암은 의자로 벨마를 때리고 그녀는 계단에서 떨어져 죽는다. 드루는 이를 사고로 위장한다. 어느 날 밤, 약에 취한 샬럿은 존이 자신에게 돌아왔다고 믿는 환각에 사로잡혀 아래층으로 달려 내려온다. 미리암이 취한 샬럿을 속여 공포탄이 장전된 총으로 드루를 쏘게 한 후, 둘은 그의 시체를 늪에 버린다. 샬럿은 집으로 돌아와 되살아난 드루가 돌아온 후 아래층으로 걸어 내려오는 것을 목격하고, 미쳐 버린다. 샬럿의 정신 상태를 부숴 버렸다고 믿은 미리암은 정원에서 드루와 함께 축하하며, 샬럿을 정신병원에 수감하고 그녀의 재산을 빼앗을 계획을 논의한다. 샬럿은 미리암이 주얼이 존을 죽이는 것을 목격했으며, 그 지식을 이용하여 수년간 주얼을 블랙메일해 왔다는 고백을 제외한 모든 대화를 발코니에서 엿듣는다. 샬럿은 발코니에서 큰 돌 항아리를 밀어 떨어뜨려 아래에 있던 미리암과 드루를 모두 죽인다.
다음 날, 군중이 구경하기 위해 모인 가운데 당국은 샬럿을 집에서 호송한다. 샬럿은 윌리스 씨로부터 봉투를 받는데, 이는 주얼(전날 밤 발생한 사건을 듣고 뇌졸중으로 사망)이 준 것으로, 남편 존의 살인을 고백하는 내용이었다. 당국이 샬럿과 함께 떠날 때, 그녀는 집을 뒤돌아본다.

## 출연

### 주연
- 베티 데이비스
- 올리비아 드 하빌랜드
- 조셉 거튼
- 아그네스 무어헤드
- 세실 켈러웨이
- 빅터 부오노

### 조연
- 매리 애스터
- 웨슬리 애디
- 윌리엄 캠벨
- 브루스 던
- 프랑크 퍼거슨
- 조지 케네디
- 데이브 윌록
- 미셀 페팃
- 존 메그너
- 퍼시 헬튼
- 엘렌 코비
- 헬렌 클리브
- 릴리안 랜돌프
- 윌리엄 월커
- 제리 레기오
- 켈리 플린
- 마리앤 스튜어트

## 기타
- 원작자: 헨리 패럴
- 의상: 노마 코치
- Ass-PD: 월터 블레이크